# وی غربی
وی غربی نام سلسله پادشاهی در چین باستان بود که در نتیجه تجزیه سلسله وی شمالی به وجود آمد. سلسله وی شمالی از تبار اقوام شیان‌بی بودند. شیان‌بی‌ها اقوام بیابانگردی در دشت گبی بودند که در قرن چهارم میلادی بر شما چین مسلط شدند. در سال ۵۳۴ فرماندهی به نام گائو هوآن دست به شورش زد و پایتخت، لوئویانگ، را تصرف کرد. او پادشاهی دست‌نشانده تعیین کرد اما پادشاه به شهر چانگ‌آن در غرب متواری شد که در آن زمان تحت کنترل فرماندهی به نام یوی‌وین‌تایا بود. پس از این واقعه، گائو هوآن شاه جدیدی تعیین کرد و به این ترتیب قلمروی وی شمالی به دو نیمه شرقی و غربی تجزیه شد. یوی‌وین‌تایا برای مقابله با گائو هوآن با بومین رهبر قومی متحد شد که در آینده خاقانات گوک‌ترک نامیده شدند. 